# Transferpresse
Transferpressen (auch Thermopressen) sind das wichtigste Werkzeug für die Übertragung von Texten, Bildern, Logos oder modischen Motiven auf Textilien oder andere Materialien. Thermopressen werden zudem für die Fixierung unterschiedlicher Medien eingesetzt. Man unterscheidet dabei Kniehebelpressen und Schwenkpressen. 
Eine Kniehebelpresse arbeitet auf engsten Raum und öffnet bzw. schließt die Heizplatte wie ein Krokodilmaul. Diese Technik beinhaltet jedoch den Nachteil, dass hohe Drücke bedingt durch die Bauart nicht erreicht werden können.
Eine Schwenkpresse bringt den maximalen Druck auf das Medium. Die Heizplatte wird parallel über die Bodenplatte geschwenkt. Dies hat den Vorteil, dass somit ein gleichmäßiger Druck auf die gesamte Bodenfläche gewährleistet wird.
Transferpressen werden als manuelle, elektromagnetische, pneumatische oder hydraulische Lösungen angeboten.